# Patinaj viteză pe pistă scurtă la Jocurile Olimpice de iarnă din 2022 – ștafetă 5.000 m (masculin)
Proba de patinaj viteză pe pistă scurtă, ștafetă 5.000 m masculin de la Jocurile Olimpice de iarnă din 2022 de la Beijing, China a avut loc pe 11 și 16 februarie 2022.  la Capital Indoor Stadium

## Program
Orele sunt orele Chinei (ora României + 6 ore).
| Dată         | Ora                     | Rundă             |
| ------------ | ----------------------- | ----------------- |
| 11 februarie | 20:04-20:23             | Semifinale        |
| 16 februarie | 20:32-20:44 20:44-20:57 | Finala B Finala A |

## Rezultate

### Semifinale
| Loc | Serie | Țară          | Sportive                                                           | Timp     | Note |
| --- | ----- | ------------- | ------------------------------------------------------------------ | -------- | ---- |
| 1   | 1     | Canada        | Charles Hamelin Maxime Laoun Steven Dubois Pascal Dion             | 6:38,752 | CA   |
| 2   | 1     | Italia        | Pietro Sighel Yuri Confortola Tommaso Dotti Andrea Cassinelli      | 6:38,899 | CA   |
| 3   | 1     | Japonia       | Kazuki Yoshinaga Shogo Miyata Kota Kikuchi Katsunori Koike         | 6:40,446 | QB   |
| 4   | 1     | China         | Wu Dajing Ren Ziwei Sun Long Li Wenlong                            | 6:51,040 | CAA  |
| 1   | 2     | Coreea de Sud | Lee June-seo Kim Dong-wook Hwang Dae-heon Kwak Yoon-gy             | 6:37,879 | CA   |
| 2   | 2     | COR           | Semen Elistratov Konstantin Ivliev Pavel Sitnikov Denis Ayrapetyan | 6:37,925 | CA   |
| 3   | 2     | Olanda        | Itzhak de Laat Sjinkie Knegt Sven Roes Jens van 't Wout            | 6:37,927 | CB   |
| 4   | 2     | Ungaria       | Shaoang Liu Shaolin Sándor Liu John-Henry Krueger Bence Nógrádi    | 6:45,172 | CB   |

### Finala B
| Loc | Țară    | Sportive                                                        | Timp     | Note |
| --- | ------- | --------------------------------------------------------------- | -------- | ---- |
| 6   | Ungaria | Shaoang Liu Shaolin Sándor Liu John-Henry Krueger Bence Nógrádi | 6:39,713 |      |
| 7   | Olanda  | Itzhak de Laat Sjinkie Knegt Sven Roes Jens van 't Wout         | 6:39,780 |      |
| 8   | Japonia | Kazuki Yoshinaga Shogo Miyata Kota Kikuchi Katsunori Koike      | 6:40,545 |      |

### Finala A
| Loc | Țară          | Sportivi                                                           | Timp     | Note |
| --- | ------------- | ------------------------------------------------------------------ | -------- | ---- |
| 1   | Canada        | Charles Hamelin Steven Dubois Jordan Pierre-Gilles Pascal Dion     | 6:41,257 |      |
| 2   | Coreea de Sud | Lee June-seo Hwang Dae-heon Kwak Yoon-gy Park Jang-hyuk            | 6:41,679 |      |
| 3   | Italia        | Pietro Sighel Yuri Confortola Tommaso Dotti Andrea Cassinelli      | 6:43,431 |      |
| 4   | COR           | Semen Elistratov Konstantin Ivliev Pavel Sitnikov Denis Ayrapetyan | 6:43,440 |      |
| 5   | China         | Wu Dajing Ren Ziwei Sun Long Li Wenlong                            | 6:51,654 |      |